# FC Goa
FC Goa je indický fotbalový klub z města Margao ve státě Goa. Klub byl založen v roce 2014 pro nově vznikající Indian Super League, kde působí od samého začátku. V únoru 2020 se jako první indický klub kvalifikoval do Ligy mistrů AFC.
V roce 2014 v klubu působili český útočník Miroslav Slepička a brankář Jan Šeda.

## Historie

### Začátek
Goa je jedním z nejvíce prosperujících států Indie, a tudíž byl od začátku adeptem na tým v nové Indian Super League. Klub byl oficiálně založen v 26. srpna 2014. V září 2014 byl odhalen jeden ze spolumajitelů, kterým byl známý indický kriketový hráč Virat Kohli.